# Szimontu
| mn · n · T | G39 |

| mn · n · T | G39 |

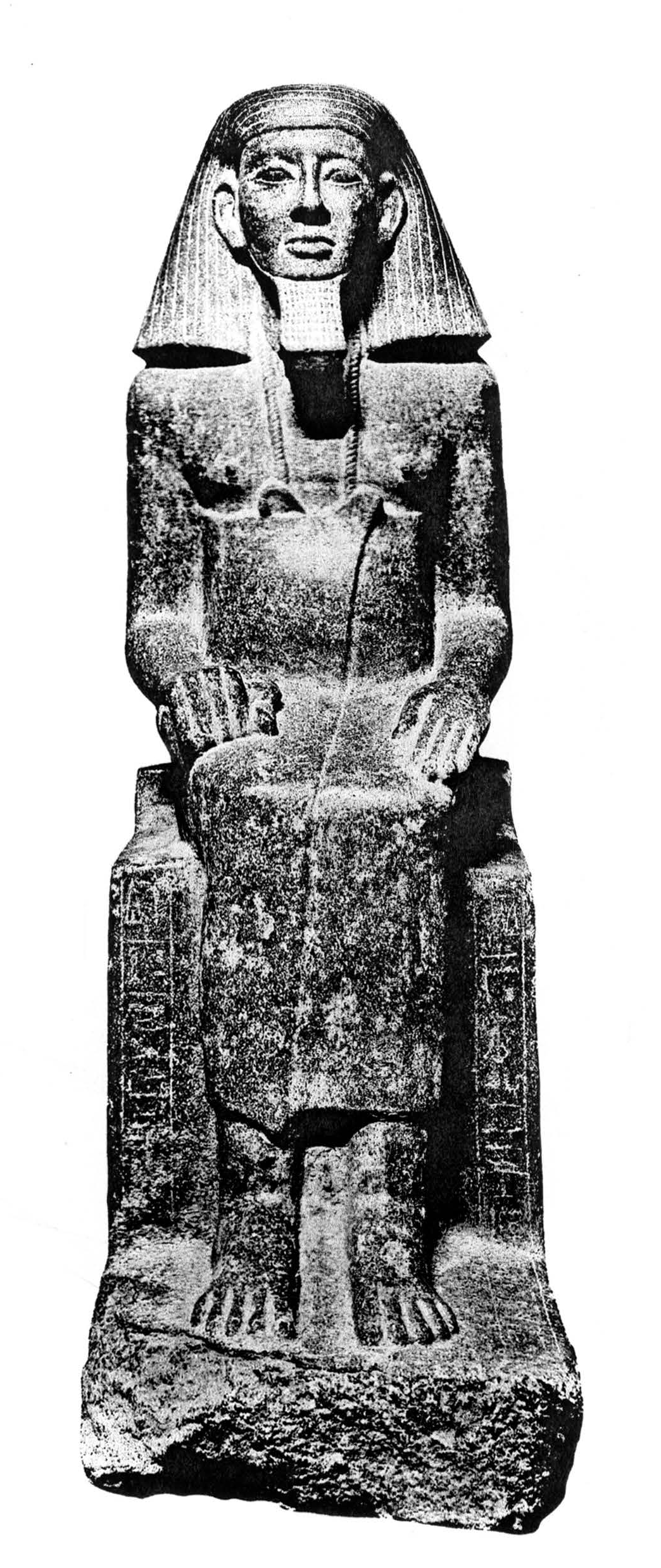
Anhu apja, egy nem ismert nevű vezír; lehetséges, hogy Szimontu az

Szimontu vagy Szamontu (z3-mntw, „Montu fia”) ókori egyiptomi vezír volt a XII. dinasztia uralkodásának vége felé, valószínűleg III. Amenemhat uralkodása alatt.
Egy sztéléről ismert, melyen áldozati asztal előtt ül. A sztélé ma a kairói Egyiptomi Múzeumban látható (CG 20102). Anyja neve Zatip. Számos alsó-núbiai felirat említ egy, a „Nehen szája” címet viselő Szimontut, akinek ugyanígy hívták az anyját; valószínű, hogy ugyanarról a személyről van szó, és a feliratok – melyek III. Amenemhat 6. és 9. évére datálhatóak, és egy kisebb núbiai hadjáratot örökítenek meg – még Szimontu vezírré kinevezése előtt keletkeztek. Egy bizonyos Szenuszert áldozati kápolnája (Bécs, AS 198) lehet, hogy Szimontu egyik szolgájáé, mert egy ugyanezzel a névvel és címmel rendelkező személyt említ a kairói sztélé.
Szimontu felesége egy Henutpu nevű hölgy volt. Szenebtifi nevű fiukat ábrázolja Szimontu sztéléje, melyen Szenebtifit királyi pecsétőrként és Ámon papjaként említik. Anhu vezír Szimontu egy további lehetséges fia; Anhuról tudni, hogy vezír fia és anyját Henutnak hívták, ami lehet a Henutpu rövidítése.

## Fordítás
- Ez a szócikk részben vagy egészben  a   Zamonth című angol Wikipédia-szócikk ezen változatának fordításán alapul.  Az eredeti cikk szerkesztőit annak laptörténete sorolja fel. Ez a jelzés csupán a megfogalmazás eredetét és a szerzői jogokat jelzi, nem szolgál a cikkben szereplő információk forrásmegjelöléseként.